# Matej Černič
Matej Černič, född 13 september 1978 i Gorizia, är en italiensk volleybollspelare. Černič blev olympisk silvermedaljör i volleyboll vid sommarspelen 2004 i Aten.